# 熊取町
熊取町（日语：／ Kumatori chō */?）是位於大阪府南部的行政區劃，為大阪府轄下人口最多的町。

## 歷史
「熊取」的地名最早出現在日本後紀中，其中記載804年桓武天皇至「熊取野」打獵，此後在此地也曾建有「熊取莊」，在令制國時代屬於和泉國日根郡。14世紀南北朝時期，南朝一方曾在此建有雨山城，並遭到北朝的圍城。
現在的熊取町範圍在江戶時代為岸和田藩領地，明治維新後，先後隸屬岸和田縣、堺縣、大阪府，1889年實施町村制，設立熊取村。
20世紀開始發展以泉州毛巾為主要產品的紡織工業，在二次大戰後人口開始成長，並於1951年改制為熊取町；1960年代更因為熊取新市鎮的開發，設立大規模的住宅區，使得本地從原本的農村聚落逐漸轉變為大城市周邊的通勤城市。

### 變遷表
| 1889年4月1日 | 1889年 - 1926年 | 1926年 - 1944年 | 1945年 - 1954年      | 1955年 - 1988年      | 1989年 - 現在        | 現在                 |
| ------------ | --------------- | --------------- | -------------------- | -------------------- | -------------------- | -------------------- |
| 熊取村       | 熊取村          | 熊取村          | 1951年11月3日 熊取町 | 1951年11月3日 熊取町 | 1951年11月3日 熊取町 | 1951年11月3日 熊取町 |

## 行政

### 歷任首長
町長
1. 下中利太郎（1951年1月31日～1956年6月11日）
2. 中克人（1956年7月23日～1958年12月31日）
3. 阪上政進（1959年2月22日～1971年2月21日）
4. 下中忠一（1971年2月22日～1975年2月21日）
5. 道明榮一（1955年2月22日～1983年7月1日）
6. 下中融（1983年8月7日～1995年8月6日）
7. 上垣正純（1995年8月7日～2007年12月19日）
8. 中西誠（2008年1月27日～2016年1月26日）
9. 藤原敏司（2016年1月27日～現任）

## 交通
西日本旅客鐵道阪和線從轄區西北側的舊市區通過，設有熊取車站，但於1960年代後開發的新市鎮區域則尚無鐵路通過，此區域交通主要仰賴南海巴士集團的客運路線。

### 鐵路
- 西日本旅客鐵道
  -  阪和線：（←泉佐野市） - 熊取車站 - （泉佐野市→）

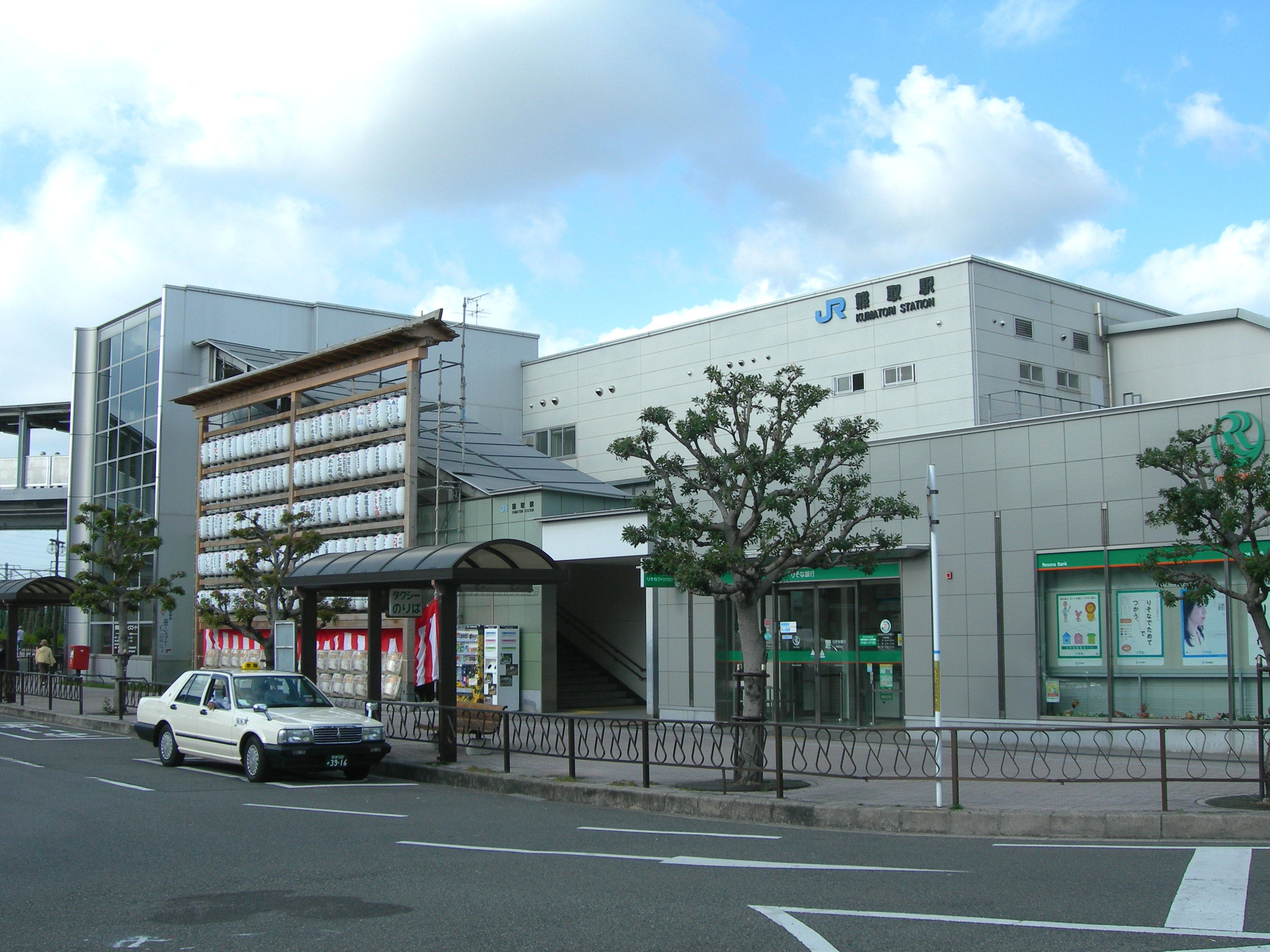
熊取車站

## 教育
1963年京都大學在此設立核子反應爐實驗所，在此設有學術研究用的核子反應爐。此後，配合此地新市鎮的開發，1980年代陸續在此設立了關西針灸短期大學（2003年改組為關西醫療大學）、大阪明淨女子短期大學（2000年改組為大阪觀光大學），大阪體育大學及其附設的大阪體育大學浪商中學校・高等學校也自茨木市遷至此地，該高中現在也成為本地唯一的高中。

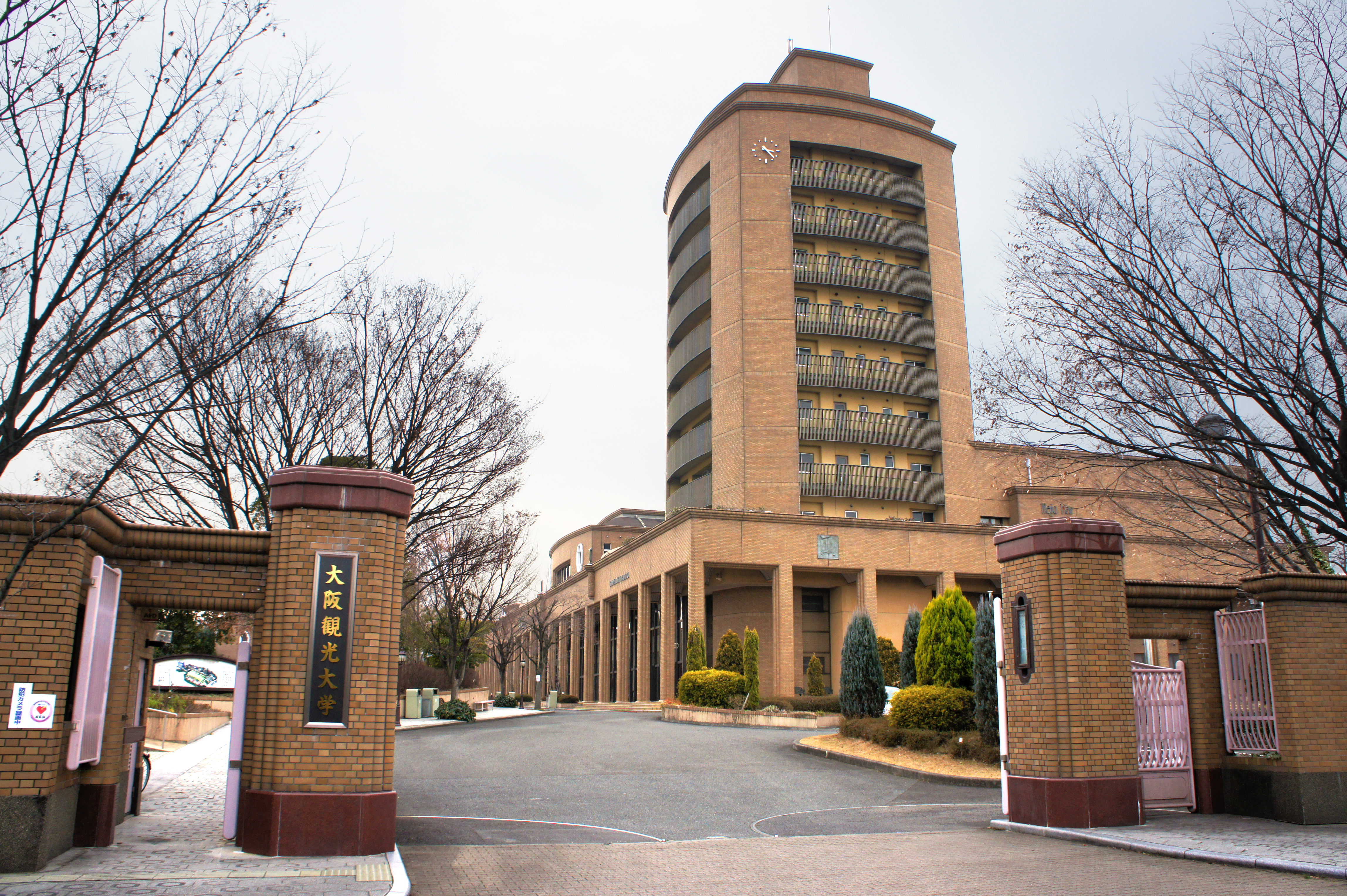
大阪觀光大學
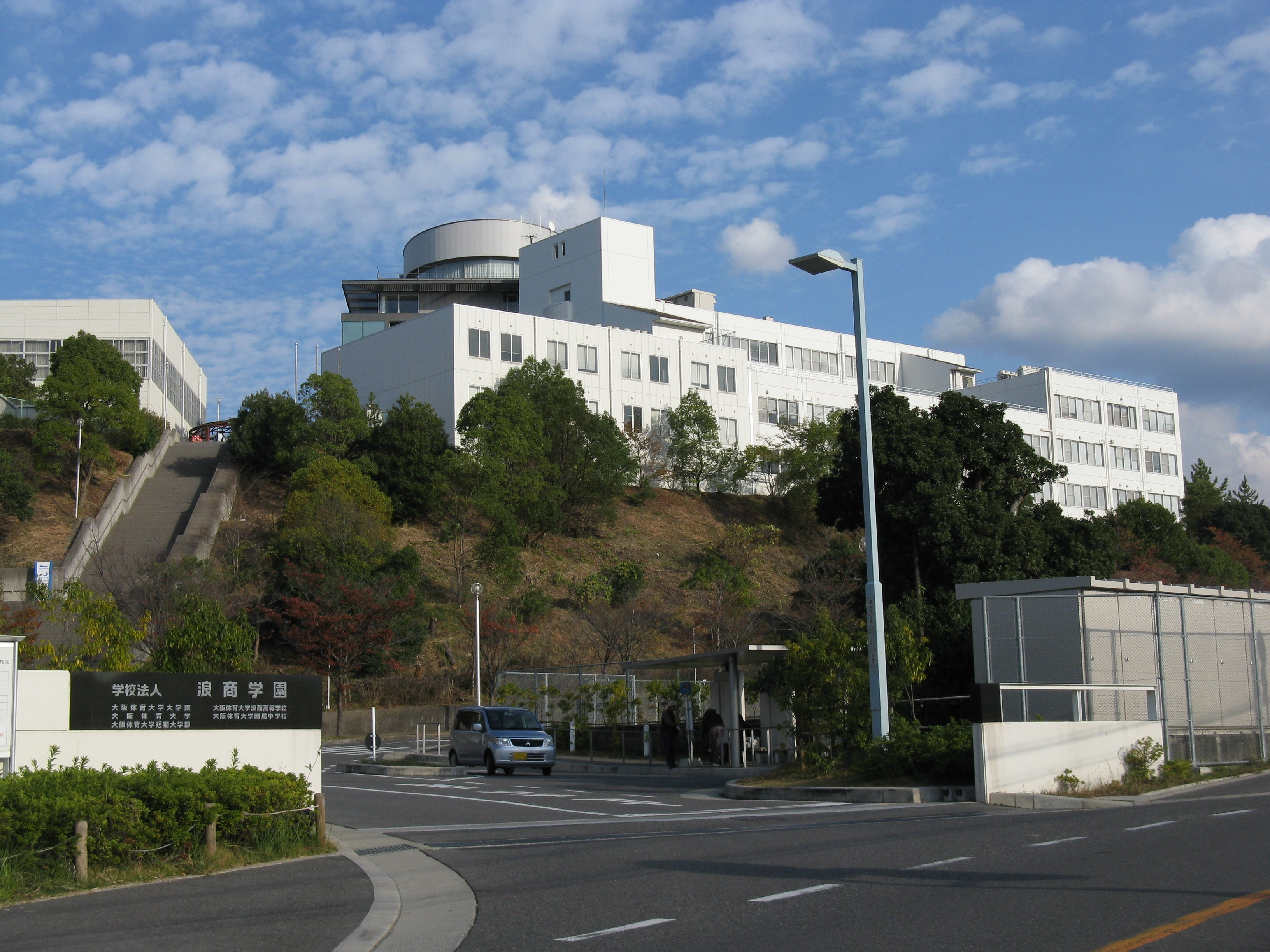
大阪體育大學
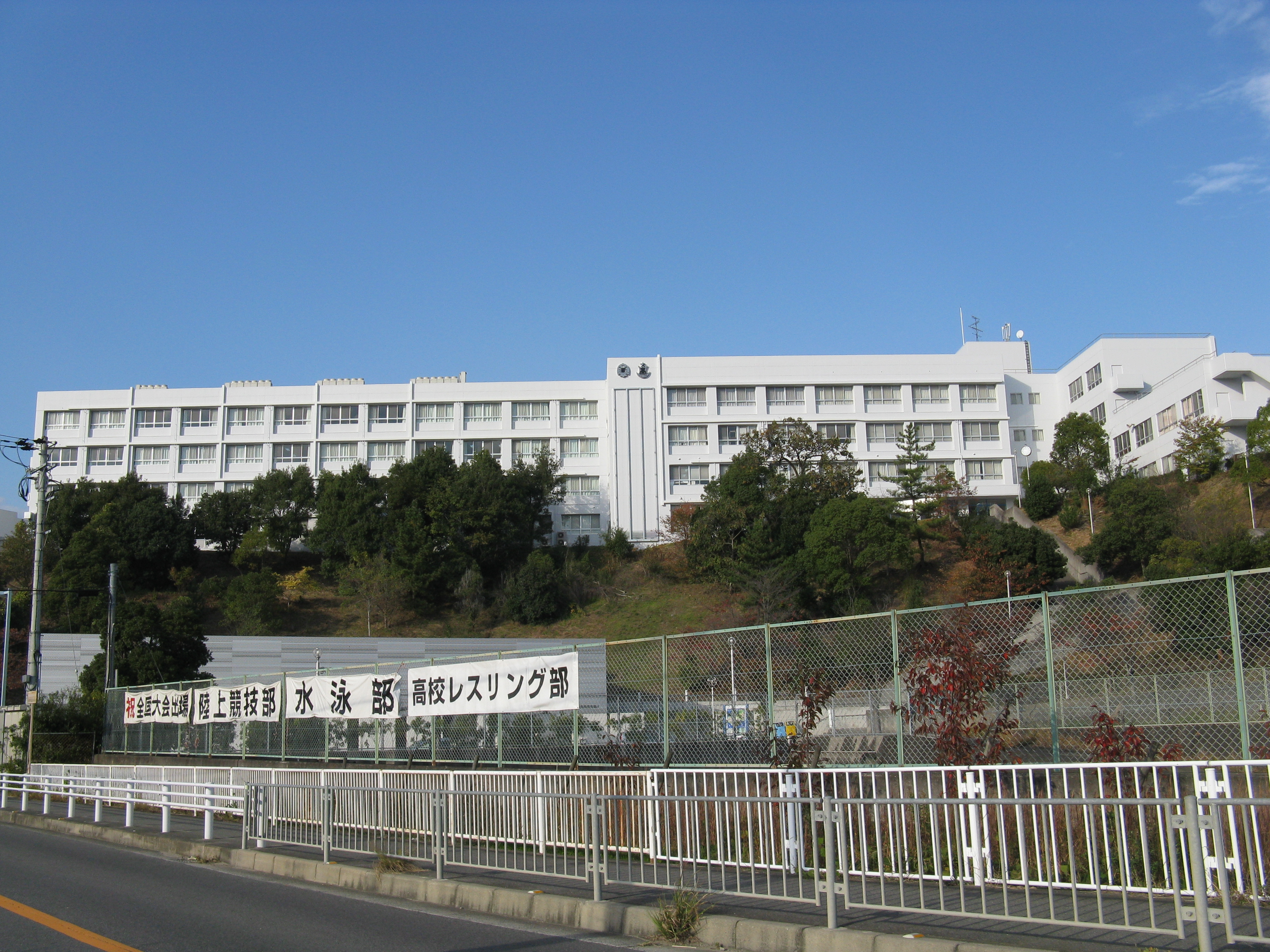
大阪體育大學浪商高等學校

## 觀光資源

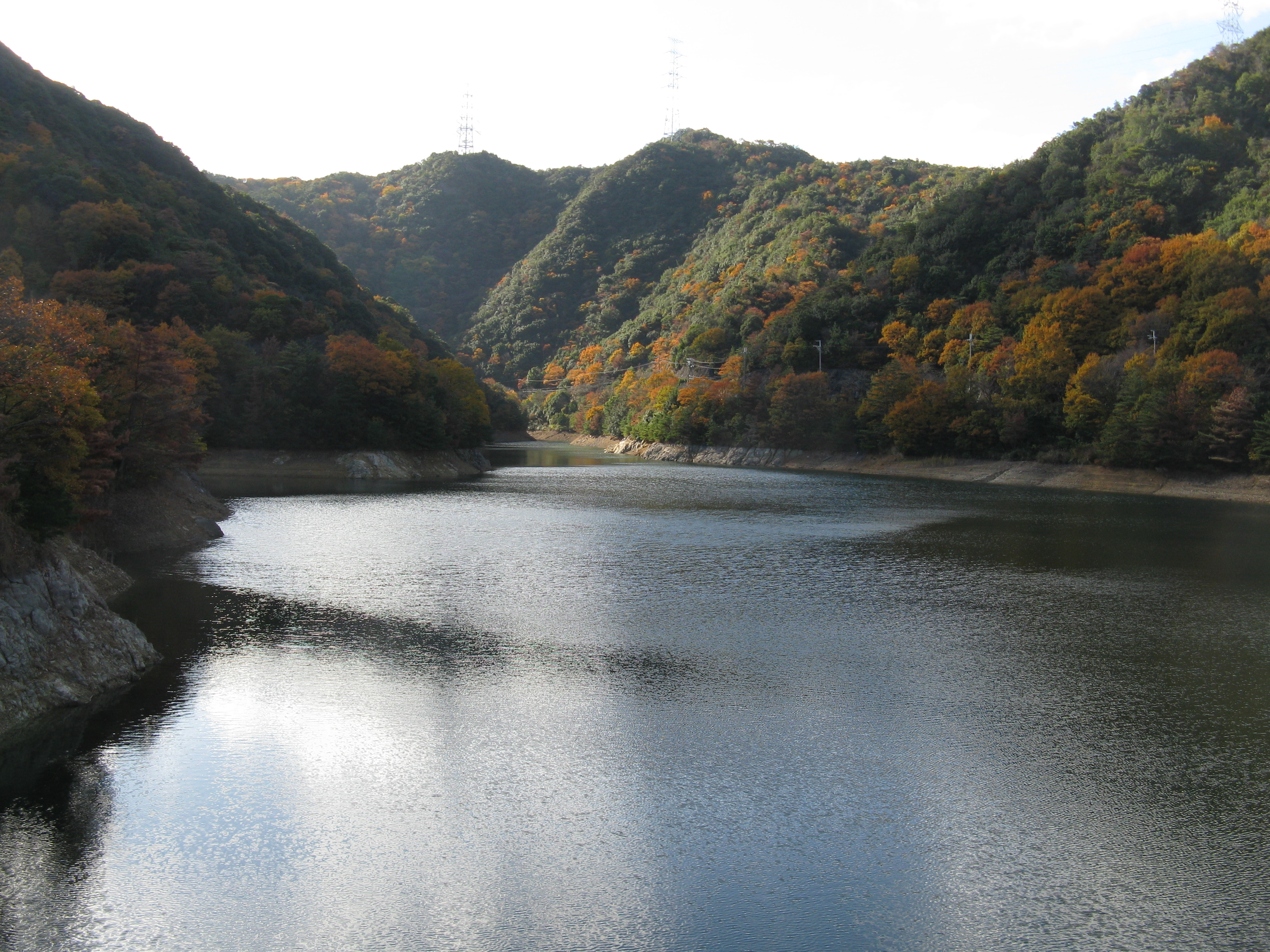
永樂水庫及周邊山林

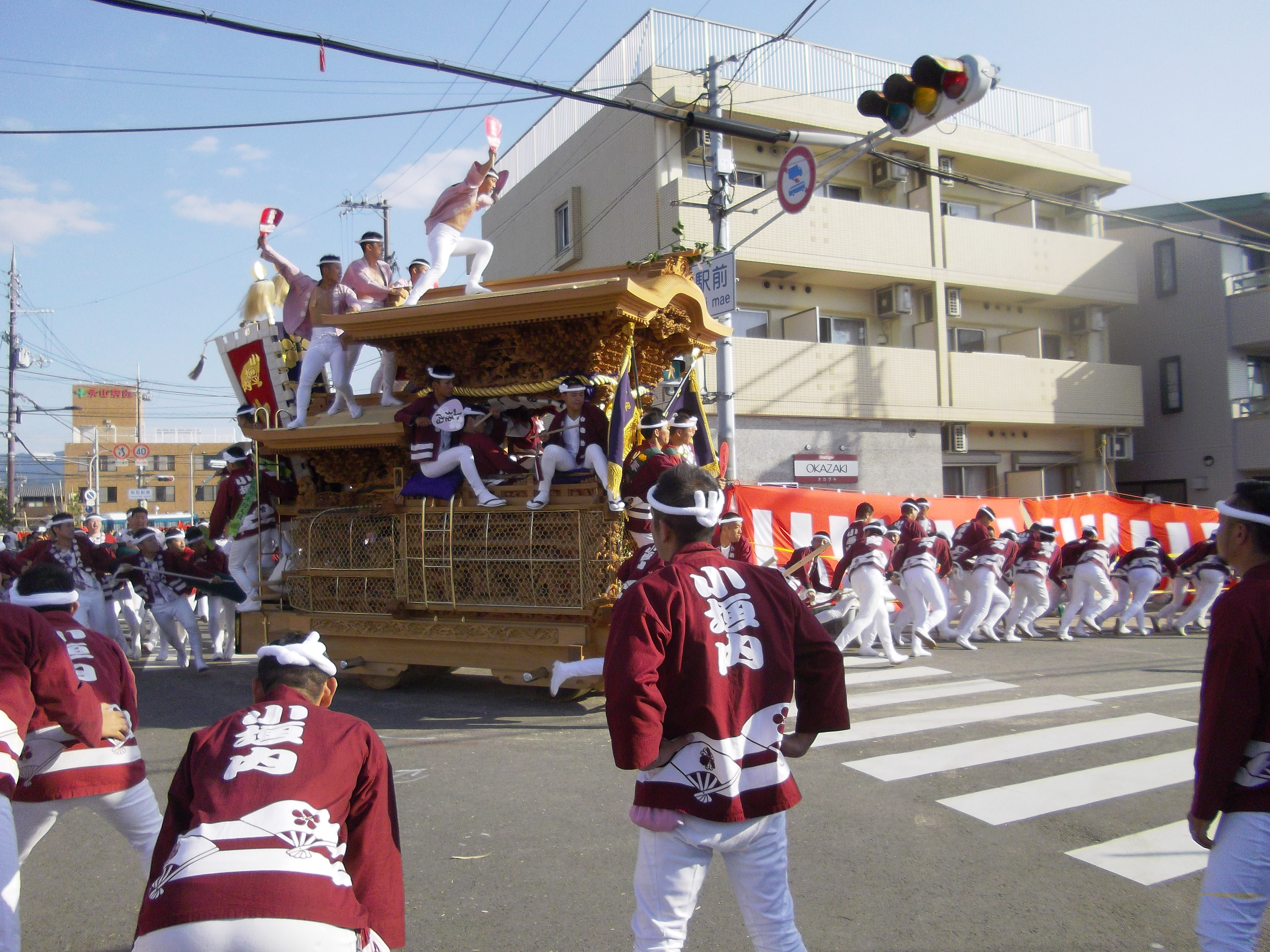
熊取山車祭

轄內東南部有一於1965年完成的永樂水庫，1980年代整理周邊山林區域設立為奧山雨山自然公園。
此外在每年10月體育之日前的周末也會固定舉辦熊取山車祭。

## 姊妹、友好城市

### 海外
- 米爾杜拉（澳大利亞維多利亞省）

## 本地出身之名人
- 村田透：棒球選手
- 中後悠平：棒球選手
- 室屋成：足球選手

## 外部連結
- （日語） メジーナちゃん的Facebook專頁
- （日語） くまとりにぎわい観光協会 （页面存档备份，存于）
- OpenStreetMap上有關熊取町的地理

34°24′N 135°21′E / 34.400°N 135.350°E